# Valras-Plage
Valras-Plage is een gemeente in het Franse departement Hérault (regio Occitanie). De plaats maakt deel uit van het arrondissement Béziers. Valras-Plage telde op 1 januari 2022 4.300 inwoners.
Het is een populaire badplaats.

## Geografie
De oppervlakte van Valras-Plage bedroeg op 1 januari 2022 2,35 vierkante kilometer; de bevolkingsdichtheid was toen 1.829,8 inwoners per km².

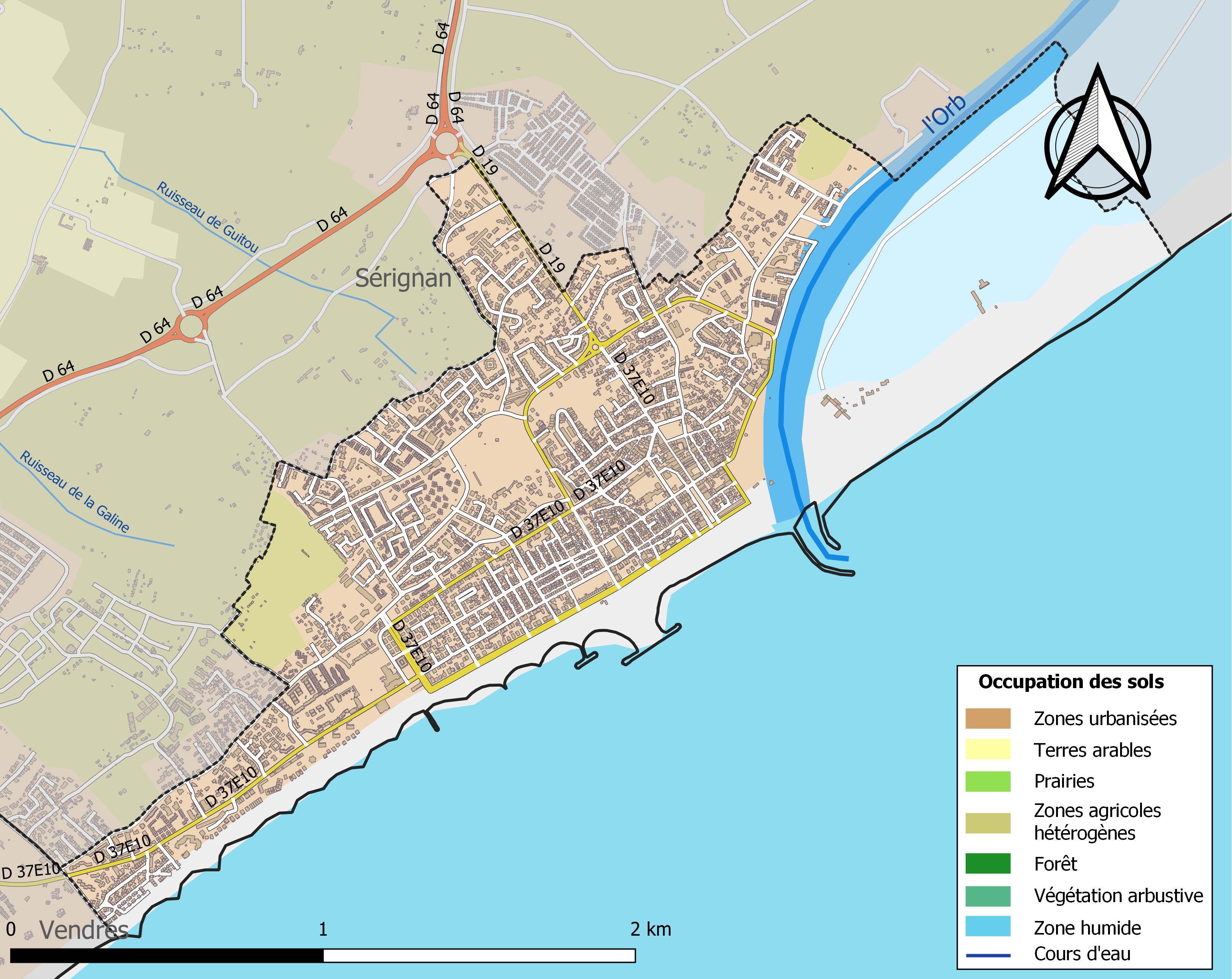
Kaart van de gemeente met belangrijkste infrastructuur, bodemgebruik en omliggende gemeenten

## Demografie
Onderstaande figuur toont het verloop van het inwonertal (bron: INSEE-tellingen).